# Harald Stormoen
Harald Stormoen (Nord-Odal, 8 settembre 1872 – Oslo, 14 novembre 1937) è stato un attore e regista teatrale norvegese.
Stormoen è stato considerato come una delle personalità teatrali più di spicco nella Norvegia dei suoi tempi. È stato anche autore di testi comici pubblicati fra l'altro nell'annuario umoristico  Humør.

## Biografia
Harald Stormoen ha debuttato negli Stati Uniti, dove era in tournée con la compagnia teatrale di Harald Otto, impersonando Seladon Andrisen nello Storken di Hans Aanrud. Di ritorno in Norvegia ha consolidato la sua fama di attore caratterista al Centralteatret di Oslo nei ruoli di Engstrand in Spettri di Ibsen e di Ressman nel Balkongen di Gunnar Heiberg.
In seguito è stato attivo al Teatro Nazionale di Oslo nei periodi 1899-1918, 1921-1928 e 1935-1937. Qui ha interpretato ruoli sia comici che tragici, spesso impersonando uomini anziani, come la parte del capitano in Danza di morte di Strindberg. È stato una delle figure centrali del Nye Teater di Oslo (1828-1935), dove ha interpretato, all'apice della carriera, il consigliere in Prima dell'aurora di Gerhart Hauptmann e il professore in Tanken di Andreev. 
Stormoen è stato presidente della Lega degli Attori Norvegesi (Norsk Skuespillerforbund) dal 1913 al 1915, dal 1921 al 1924, ed una terza volta dal 1925 al 1928. Dal 1925 al 1932 ha ricoperto anche ruoli cinematografici. Nel 1932 è stato insignito del titolo di Cavaliere di I classe dell'Ordine reale norvegese di Sant'Olav.

### Vita privata
Figlio dell'imprenditore agricolo Marius Stormoen, Harald è stato fratello per parte di padre dell'attore Hans Stormoen, zio dell'attore e regista Kjell Stormoe, e prozio dell'attore Even Stormoen (nato nel 1955). Ha sostenuto l'esame di diploma di scuola superiore nel 1890 ed ha frequentato per un anno l'Accademia militare norvegese. Stormoen è stato sposato una prima volta, dal 1900 al 1909, con l'imprenditrice teatrale e filantropa Inga Bjørnson (1871-1952), dalla quale ha avuto la figlia Guri Stormoen, anch'essa attrice, e una seconda volta, dal 1909, con Alfhild Larsen (1883-1974).

## Filmografia
- La fidanzata di Glomdal (Glomdalsbruden), regia di Carl Theodor Dreyer (1926)
- Troll-elgen, regia di Walter Fyrst (1927)
- Prinsessen som ingen kunne målbinde, regia di Walter Fyrst (1932)
- En glad gutt, regia di John W. Brunius (1932)